# Katekizmus

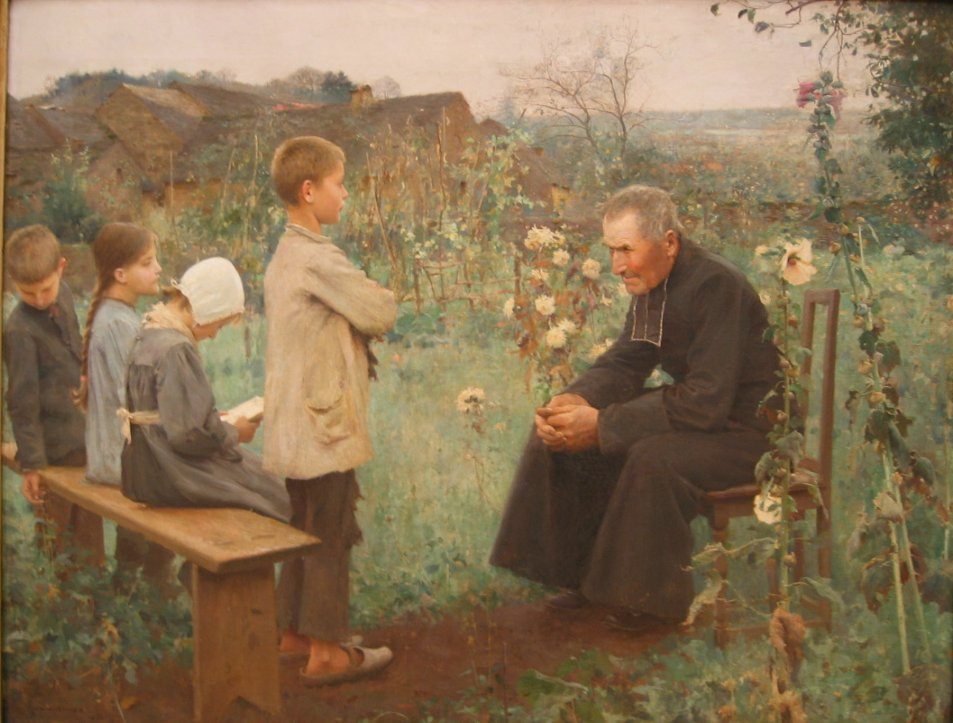
Jules-Alexis Muenier: A katekizmuslecke, 1890.

Katekizmusnak, röviden káténak (a görög katekhein, azaz visszhangozni igéből) nevezzük tág értelemben a kérdés-felelet formában összeállított, áttekinthető, egyszerű oktató könyvet. Szoros értelemben az egyházban a hitoktatás tankönyve, a keresztény hit tanításának biblikus, liturgikus, ugyanakkor világos és rendszerezett bemutatása dialógusos, kérdés-felelet formában megfogalmazott foglalatban.

## Története
Az egyetemes egyházi fejlődés szempontjából legjelentősebb katekizmus a Jeruzsálemi Szent Cirill írta Katekézisek volt, melyet Szent Cirill a 4. században írt. A 4. században a katekézis az egyházba belépni kívánók (hittanulók, görögösen katekumenek) számára összefoglalt szóbéli tanítást jelentette. Négy fajtája volt:
- A hittanulónak jelentkezőnek szóló;
- Az egyszerű hittanulónak szóló;
- A haladó hittanulónak szóló (a keresztséget közvetlenül megelőző);
- A frissen megkereszteltnek szóló, más néven misztagógiai katekézis.[4]

### Középkor
Egy másik katekizmus az Ottfried weissenburgi szerzetes által a 8. század végén összeállított „evangéliumharmónia” (Weißenburgi katekizmus). 
A lambethi zsinat 1281-ben katekizmussá nyilvánította Aquinói Szent Tamás Opuscula című művét.
A katekizmus-irodalom felvirágozása a reformációval vette kezdetét.

### Újkori katolicizmus
A római katolikus egyházban az újkorban a tridenti zsinat által meghatározott katekizmus volt érvényben. A franciául 1992-ben, magyarul 1995-ben megjelent, az egész katolikus hit- és erkölcstant összefoglaló, a mai élethez illeszkedő Új Római Katekizmust Joseph Ratzinger bíboros vezetésével a Hittani Kongregáció állította össze.  2005 június 28-án XVI. Benedek pápa átadta a katekizmus szintézisét, a Katolikus Egyház Katekizmusának Kompendiumát, amely tömören tartalmazza az Egyház hitének minden lényeges és alapvető elemét. Egy ilyen összefoglalást nagyon kértek a 2002 októberében tartott Nemzetközi Kateketikai Kongresszus résztvevői, akik az Egyház nagyon széles köreiben élő igényt fogalmazták meg. II. János Pál pápa elfogadva a kérést, 2003 februárjában elrendelte előkészítését, s szerkesztését egy bíborosokból és néhány szakértő munkatársból álló kis létszámú bizottságra bízta, melynek Joseph Ratzinger bíboros volt az elnöke. Az új katolikus kis katekizmus 598 kérdésben és válaszban foglalja össze a Katolikus Egyház hitét. A kompendium először bemutatja a megvallott hitet, majd a liturgiában megünnepelt hitet, a harmadik rész a hitből fakadó erkölcsi cselekvésekben megélt hitet, az utolsó rész pedig az imádságban megélt hitet.

### Protestantizmus és ortodox kereszténység
A katekizmus-irodalom felvirágozása a reformációval vette kezdetét.
A protestantizmus fő katekizmusai:
- Az evangélikus egyház legfontosabb kátéi a Luther Márton által 1529-ben írt Kis káté és Nagy káté.
- a Magyarországi Református Egyház számára a Heidelbergi káté,
- az angol presbiteriánus egyházban az 1643. készített Assembly-Catechism,
- az Anglikán Közösségben az 1572-es Church Catechism volt a hitszabályozó,
- az unitáriusok számára a Catechesis Racoviensis,
- az ortodoxoknál az Ortodoxa confessio volt évszázadokra meghatározó.